# Каннский кинофестиваль 1961
14-й Каннский кинофестиваль 1961 года, проходивший с 3 по 18 мая в Каннах, Франция.

## Жюри
- Жан Жионо, ( Франция) (председатель)
- Сергей Юткевич, ( СССР) (вице-председатель)
- Педро Армендарис, ( Мексика)
- Луиджи Кьярини, ( Италия)
- Клод Мориак, ( Франция)
- Эдуар Молинаро, ( Франция)
- Жан Паулан, ( Франция)
- Рауль Плокен, ( Франция)
- Лизелотта Пульвер, ( Германия)
- Марсель Верте, ( Франция)
- Фред Циннеман, ( США)
- Ион Попеску-Гопо, ( Румыния) (короткометражные фильмы)
- Пьер Превер, ( Франция) (короткометражные фильмы)
- Юрген Шильдт, ( Швеция) (короткометражные фильмы)
- Жан Видаль, ( Франция) (короткометражные фильмы)
- Жан Виви, ( Франция) (короткометражные фильмы)

## Фильмы в конкурсной программе
- Хищник
- Как хорошо жить
- Небо и грязь
- День четырнадцатый
- Судья / Domaren (Швеция, реж. Альф Шёберг)
- Последний свидетель
- Младший брат
- Повесть пламенных лет
- Девушка с чемоданом
- Чочара
- Даркле
- Любите ли вы Брамса?
- Священник для преступников
- Madalena
- Рука в ловушке
- Метка
- Мать Иоанна от ангелов
- Нож
- Первая месса
- Изюминка на солнце
- Ничтожество
- Лин
- Ла Вьячча
- I Like Mike
- Казаки
- El centroforward murió al amanecer
- Песня о сизом голубе
- Дети Солнца
- На самом юге

## Фильмы вне конкурсной программы
- Исход

## Короткометражные фильмы
- Aicha, режиссёры Нуреддин Мешри и Франсис Варен
- Argentina paraiso de la pesca, режиссёр Антонио Бер Сиани
- The Art of Lee Hsiang-Fen, режиссёр Генри Т.С. Ванг
- Balgarski ansambal za narodni pesni i tanzi, режиссёр Лада Бояджева
- Чёрная кошка, режиссёр Роберт Брэверман
- Cattle Ranch, режиссёр Гай Л. Котэ
- Children of the Sun, режиссёры Джон Хабли и Фэйт Хабли
- The Creation of Woman, режиссёр Чарльз Ф. Швеп
- Cyrus le grand, режиссёр Фери Фарзане
- The Do-It-Yourself Cartoon Kit
- Fantazie pro levou ruku a lidske svedomi, режиссёр Павел Гобл
- Le Festival de Baalbeck 1960, режиссёр Дэвид Макдональд
- Folkwangschulen, режиссёр Херберт Весели
- Foroyar, режиссёр Ёрген Рус
- Fuego en Castilla (Tactilvisión del páramo del espanto), режиссёр Хосе Валь дель Омар
- Giovedi: passeggiata, режиссёр Винченцо Гамна
- Город большой судьбы, режиссёр Илья Копалин
- House of Hashimoto, режиссёр Конни Разински
- Hudozhnikat Zlatyu Boyadzhiev, режиссёр Иван Попов
- Kangra et kulu, режиссёр Н.С. Тапа
- Пёс Барбос и необычный кросс, режиссёр Леонид Гайдай
- Na vez, режиссёр Бранко Калачич
- Nebbia, режиссёр Раффаэле Андреасси
- Поль Валери, режиссёр Роже Ленар
- Párbaj, режиссёр Гула Макскасси
- La Petite Cuillère, режиссёр Карлос Вилардебо
- Robert Frost, режиссёр Сидни Стибер
- Сувениры из Швеции, режиссёр Хеннинг Карлсен
- Taketori Monogatari, режиссёр Кадзухико Ватанабэ
- W kregu ciszy, режиссёр Ежи Зярник

## Награды
- Золотая пальмовая ветвь: 
  - Столь долгое отсутствие, режиссёр Анри Кольпи
  - Виридиана, режиссёр Луис Бунюэль
- Приз жюри: Мать Иоанна от ангелов, режиссёр Ежи Кавалерович
- Приз за лучшую мужскую роль: Энтони Перкинс в фильме Любите ли вы Брамса?
- Приз за лучшую женскую роль: Софи Лорен в фильме Чочара
- Приз за лучшую режиссуру: Юлия Солнцева фильм Повесть пламенных лет
- Технический гран-при - специальный приз:
  - Младший брат
  - Повесть пламенных лет
  - Fuego en Castilla (Tactilvisión del páramo del espanto)
  - Folkwangschulen
- Лучший короткометражный фильм: Чайная ложечка
- Приз Гари Купера: Изюминка на солнце
- Приз международной ассоциации кинокритиков (ФИПРЕССИ): Рука в ловушке
- Приз Международной Католической организации в области кино (OCIC): Священник для преступников